# Eumunida smithii
Eumunida smithii är en kräftdjursart som beskrevs av Henderson 1885. Eumunida smithii ingår i släktet Eumunida och familjen Chirostylidae. Inga underarter finns listade i Catalogue of Life.